# Gyllenlövsalsfågel
Gyllenlövsalsfågel (Prionodura newtoniana) är en fågel i familjen lövsalsfåglar inom ordningen tättingar.

## Utbredning och systematik
Fågeln förekommer i höglänta regnskogar i nordöstra Australien (nordöstra Queensland). Den behandlas som monotypisk, det vill säga att den inte delas in i några underarter.

## Status
IUCN kategoriserar arten som nära hotad.